# Avant-gardes de la libération – les martyrs de Mohamed Salah
 (mai 2024).
L'Avant-garde de la libération – les martyrs de Mohamed Salah (en arabe : طلائع التحرير – شهداء محمد صلاح/romanisé : talayie altahrir - shuhada' muhamad salah) est un groupe nationaliste égyptien et antisioniste clandestin qui attaque les Israéliens présents en Égypte.

## Fondation
Le groupe est fondé en 2024, il porte le nom de Mohamed Salah Ibrahim, un militaire égyptien qui a tué plusieurs soldats israéliens avant d'être abattu à son tour dans le contexte du conflit Gaza-Israël et de la guerre à Gaza depuis 2023.
Les membres du groupe sont inconnus car celui-ci agit clandestinement. 

## Actions
Le 8 mai 2024, le groupe assassine à Alexandrie Ziv Kipper, le PDG de OK Group LLC, une société égyptienne spécialisée dans l'exportation de fruits et légumes surgelés, qui était de nationalité israélienne,. Le meurtre est décrit comme étant à motivation nationaliste.